# Statcoulomb
Lo statcoulomb (statC) o franklin (Fr) o unità di carica elettrostatica (esu) è l'unità di misura della carica elettrica nel sistema CGS elettrostatico. Il sistema internazionale (SI) usa invece il coulomb (C). La conversione è:
{\displaystyle 1\,\mathrm {sC} =0,1\,\mathrm {Am} /c\approx 3,33564\times 10^{-10}\,\mathrm {C} }
dove {\displaystyle c\ } la velocità della luce nel vuoto.
In base alla ridefinizione del coulomb nella revisione SI 2019, lo statcoulomb può essere espresso a partire dalla carica elementare, poiché questa ha ormai un valore fissato ed esatto {\displaystyle (e=1.602176634\cdot 10^{-19}C)}, così come la velocità della luce {\displaystyle (c=2.99792458\cdot 10^{8}m/s)}. In particolare dalla relazione:
{\displaystyle 1C\;\leftrightarrow \;c\cdot 10\;statC},
si può esprimere lo statcoulomb in termini di cariche elementari:
{\displaystyle 1\ \mathrm {sC} ={\frac {0.1}{1.602176634\cdot 10^{-19}\times 2.99792458\cdot 10^{8}}}\ e=2.08194332709\times 10^{9}e}
1 statcoulomb corrisponde quindi a circa 2,08 miliardi di cariche elementari; questo potrebbe essere considerato il numero di Franklin, in analogia con il numero di Avogadro che indica quante particelle sono contenute in una mole.
Si perviene allo stesso risultato numerico dividendo il valore di {\displaystyle 1\ \mathrm {sC} } per il valore della carica fondamentale:
{\displaystyle 1\ \mathrm {sC} ={\frac {3.33564\times 10^{-10}C}{1.602176634\cdot 10^{-19}C}}=2.08194332709\times 10^{9}}
ottenendo così il numero di cariche fondamentali necessarie per avere 1 statcoulomb.
Nel sistema elettrostatico cgs, la carica elettrica è una grandezza fondamentale definita attraverso la forza elettrostatica; nel sistema SI, la grandezza fondamentale è la corrente elettrica definita attraverso la forza elettromagnetica mentre la carica elettrica è una grandezza derivata. Il sistema elettrostatico deriva la carica elettrica dalla legge di Coulomb e considera la permittività elettrica come una quantità adimensionale il cui valore nel vuoto è {\displaystyle {\frac {1}{4\pi }}}. Inoltre l'uso della permeabilità magnetica del vuoto, {\displaystyle \mu _{0}}, è evitato, con la conseguenza che la velocità della luce compare esplicitamente in alcune relazioni.
Lo statcoulomb è definito nel modo seguente: se due oggetti ognuno con carica 1 sC sono alla distanza di 1 cm, si respingeranno reciprocamente con una forza di 1 Dyne. Come risultato, nel sistema cgs elettrostatico, la legge di Coulomb che descrive la forza {\displaystyle F} tra due cariche {\displaystyle q_{1}} e {\displaystyle q_{2}} alla distanza {\displaystyle r} si scrive nella semplice maniera:
{\displaystyle F={\frac {q_{1}q_{2}}{r^{2}}}}
Si noti che perché la legge di Coulomb funzioni usando il sistema cgs elettrostatico, la dimensione della carica elettrica deve essere [massa]1/2 [lunghezza]3/2 [tempo]−1. Questa è differente dalla dimensione del coulomb in quanto la costante nel SI non è adimensionale.
Nelle unità SI, la costante di proporzionalità {\displaystyle k={\frac {1}{4\pi \varepsilon _{0}}}} (dove {\displaystyle \varepsilon _{0}\ } è la permittività elettrica del vuoto) deve essere usata nelle formule. Alcune leggi dell'elettromagnetismo diventano anche più semplici quando tutte le quantità sono espresse in unità del cgs elettrostatico; questa è la principale ragione per cui il sistema di unità cgs è usato dalla fisica (soprattutto teorica) e dall'ingegneria elettrica. Lo svantaggio principale di questo approccio è che altri due insiemi di unità cgs e di equazioni sono definite, il sistema elettromagnetico e simmetrico (l'ultimo sistema mischia i primi due). Le equazioni in tutti i tre sistemi sono usualmente scritte nella forma non-razionalizzata, così chiamata perché i fattori {\displaystyle 2\pi } o {\displaystyle 4\pi } a volte appaiono in posti inaspettati (in situazioni che non riguardano simmetrie circolari o sferiche, rispettivamente). È possibile, anche se poco usato, scrivere ogni insieme di equazioni nella forma razionalizzata.
Il coulomb è una carica estremamente grande, raramente incontrata in elettrostatica, mentre lo statcoulomb è molto più vicino alle cariche usuali.